# Silberfleck-Perlmuttfalter
Der Silberfleck-Perlmuttfalter oder Veilchen-Perlmuttfalter (Boloria euphrosyne) ist ein Schmetterling (Tagfalter) der Gattung Boloria in der Familie der Edelfalter (Nymphalidae). Das Artepitheton leitet sich von Euphrosyne, einer der drei Grazien aus der griechischen Mythologie ab.

## Merkmale
Die Falter erreichen eine Flügelspannweite von 32 bis 40 Millimetern. Wie bei anderen Perlmuttfaltern zeigen ihre hell gesäumten Flügeloberseiten auf orangefarbigem Grund eine dunkle Zeichnung. Am Flügelrand sind submarginal Flecken dreiecksförmig abgesetzt, denen postdiskal eine Reihe dunkler Punkte folgt. In der Diskalregion finden sich wellenförmige Muster, und je ein runder dunkler Fleck am Hinterflügel nahe der basalen dunklen Musterung.
Die Unterseiten der Hinterflügel sind ziegelrot und cremefarben getönt und haben nahe dem Flügelansatz einen schwarzen, hell umrandeten Punkt. Etwa in der Mitte der Hinterflügel verläuft eine cremefarbene Binde, in deren Mitte ein silberner Perlmuttfleck zu sehen ist. Der Flügelrand trägt eine Kette weißer Flecken, ähnlich einem Collier aus Perlen (im Englischen heißt der Falter „pearl-bordered fritillary“, französisch „Grand collier argenté“). 

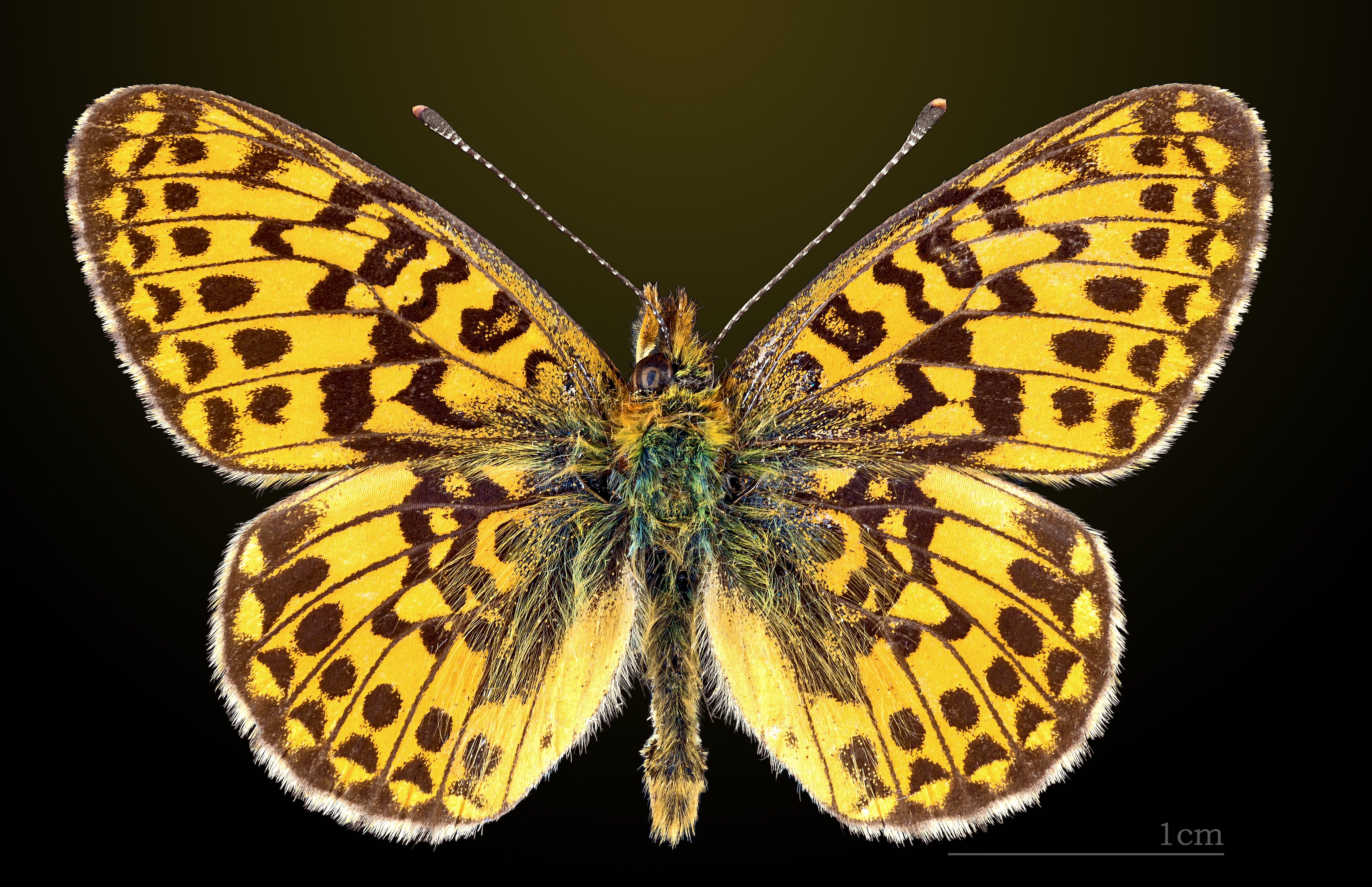
Dorsalansicht
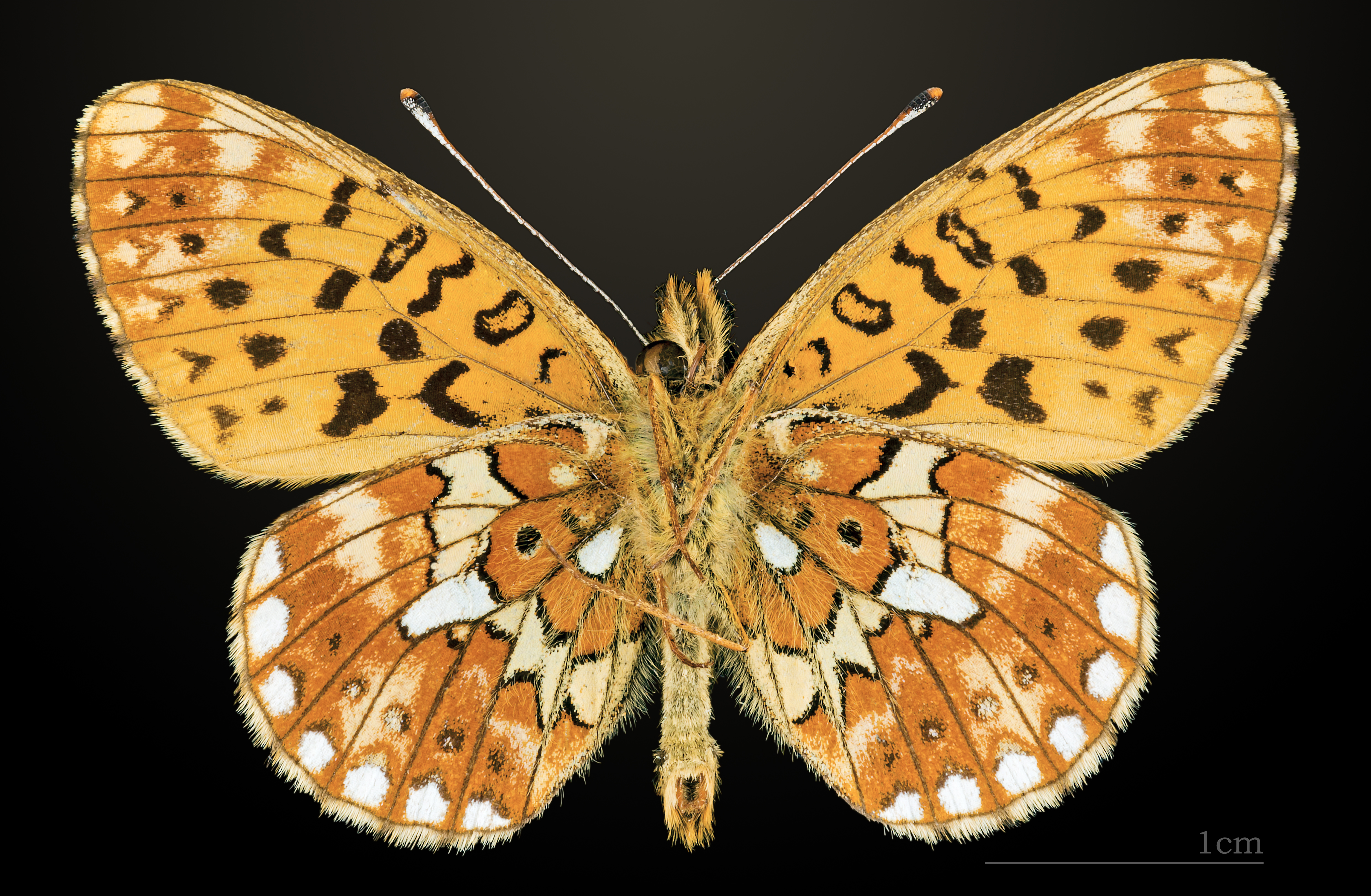
△ Ventralansicht
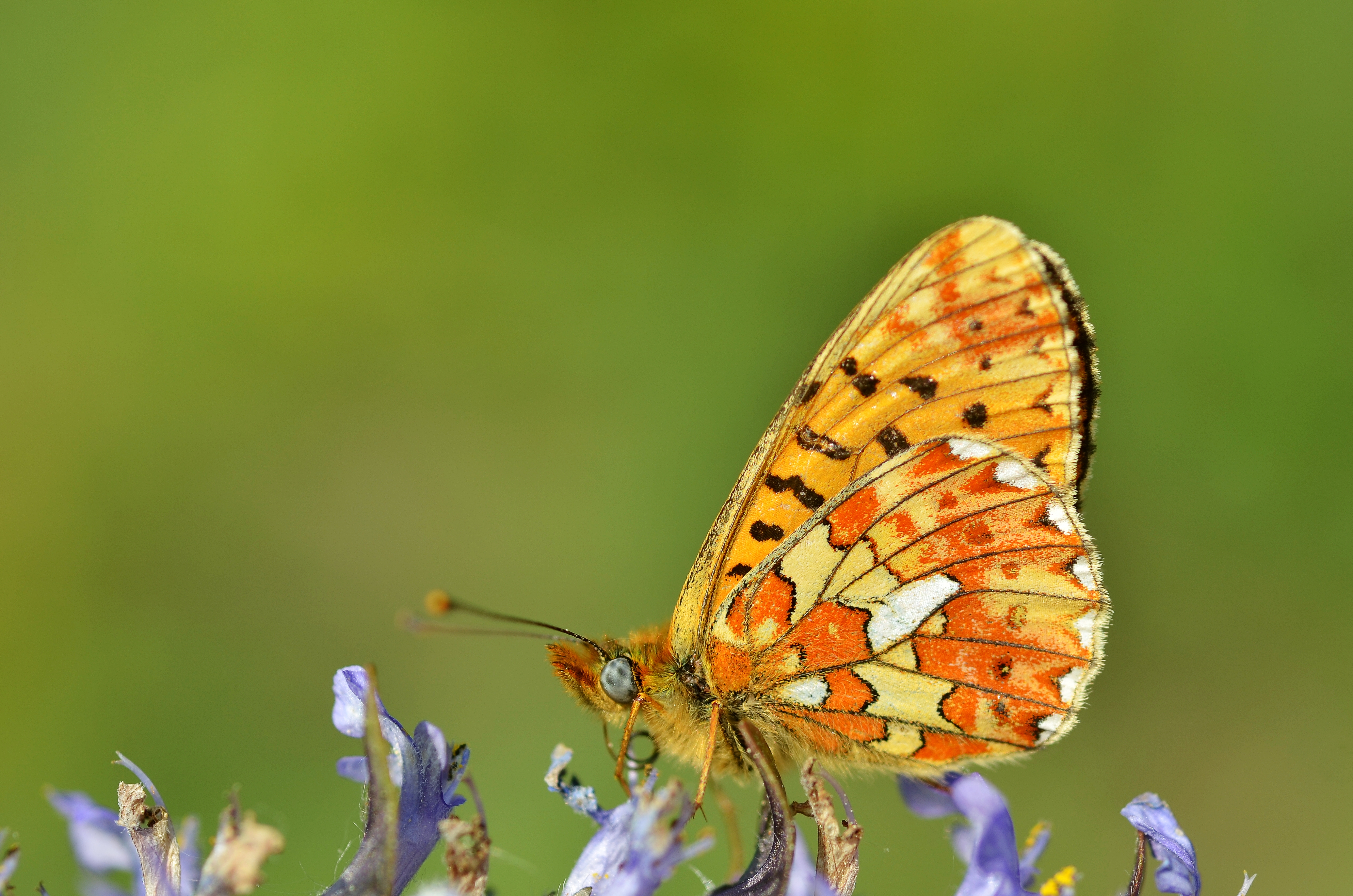
In Hinterflügelmitte nur ein Silberfleck

Die Raupen werden ca. 25 Millimeter lang und sind schwarz gefärbt. Sie tragen zahlreiche schwarze, verästelte Dornen, wobei diese links und rechts des Rückens an der Basis gelb sind. Es gibt aber auch komplett schwarze Exemplare.

### Ähnliche Arten
- Braunfleckiger Perlmuttfalter (Boloria selene) – dieser auch Sumpfwiesen-Perlmuttfalter genannte Verwandte ist etwas kleiner und zeigt auf der Flügeloberseite submarginale Flecken, die winkelförmig abgesetzt sind. Auch auf der Unterseite des Hinterflügels sind dunkle Winkel ausgeprägt, sodass die hellen Flecken nicht perlenartig erscheinen. Auch finden sich hier diskal drei Perlmuttflecken in sandfarbener Binde sowie daneben kastanienbraun gefärbte Zellen.

## Vorkommen
Die Tiere kommen in Europa, außer in Teilen des Südens, in der Türkei, in Russland und im Norden von Kasachstan vor. Sie leben an Waldrändern und -lichtungen und mageren Wiesen. Sie sind lokal häufig, vielerorts aber stark im Rückgang.

### Flugzeiten
Sie fliegen in einer Generation von Ende April bis Juli, im Süden und in warmen Gebieten auch in zwei von April bis Juni und von Juli bis September.

## Nahrung

### Nahrung der Raupen
Die Raupen ernähren sich von Rauen Veilchen (Viola hirta) und anderen Veilchenarten.

### Nahrung der Imagines
Die Falter saugen hauptsächlich an kriechendem Günsel (Ajuga reptans). Seltener wurde die Art auch an kriechendem Hahnenfuß (Ranunculus repens), Bach-Ehrenpreis (Veronica beccabunga) und verschiedenen Ringdistel-Arten (Carduus) beobachtet.

## Entwicklung
Die Weibchen legen ihre Eier auf den Futterpflanzen oder anderen kleinen, krautigen Pflanzen ab. Die Raupen überwintern in einem trockenen und zusammengerollten Blatt und verpuppen sich im April, im Gebirge auch deutlich später.